# Nóva Derévnia (Crimea)
|  | Per a altres significats, vegeu «Nóvaia Derévnia». |

Nóva Derévnia (en (ucraïnès): Нова Деревня, en rus: Новая Деревня, Nóvaia Derévnia) és un poble de la República Autònoma de Crimea a Ucraïna, que el 2014 tenia 384 habitants. Pertany al districte rural de Pervomàiske.